# Sjuan (kortspel)
Sjuan, även kallat fan tan, är ett kortspel som går ut på att bli av med korten på handen genom att lägga ut dem i en bestämd ordningsföljd med utgångspunkt från sjuorna. (Observera att namnet fan tan också används om ett kinesiskt hasardspel, se fan tan.) 
Hela kortleken delas ut; eventuellt kan man plocka bort några kort så alla deltagare får lika många. Den spelare som inleder spelet lägger ut en valfri sjua (man kan också spela med regeln att det första kortet måste vara sjuan i hjärter). Spelarna lägger därefter i tur och ordning ut ett kort var, eller står över om man inte har något spelbart kort. På ena sidan om sjuan lägger man åttan och på andra sidan sexan i samma färg, eller också lägger man ut en ny sjua. Ovanpå åttorna bygger man sedan vidare uppåt till kungarna, och ovanpå sexorna bygger man nedåt till essen, som alltså räknas som lägsta kort i det här spelet.
En vanligt förekommande regel är att man får böta 1 mark till en pott varje gång man inte kan lägga ut något kort. Potten tillfaller sedan vinnaren av spelet.
Vinnare är den som först blir av med alla sina kort. 

## Varianter
I varianten fri fan tan behöver man inte utgå från sjuorna utan kan starta med vilken valör som helst, men man får bara bygga uppåt (efter kungen fortsätter man med esset). Domino fan tan, även kallat bara domino, är avsett för spel med bara 2 deltagare. I denna variant delas inte alla kort ut i given, utan man spelar med en talong, från vilken man drar ett kort varje gång man fått stå över.